# Mikołaj Maluski
Mikołaj Maluski (Maliński. de Maln) herbu Jastrzębiec (zm. przed 3 lipca 1545 roku) – chorąży większy dobrzyński w latach 1503-1515.
Poseł na sejm krakowski 1523 roku z ziemi dobrzyńskiej.